# Crassiphiala bulboglossa
Crassiphiala bulboglossa är en plattmaskart. Crassiphiala bulboglossa ingår i släktet Crassiphiala och familjen Diplostomatidae. Inga underarter finns listade i Catalogue of Life.